# 弯曲齿球虫
弯曲齿球虫（学名：Odonotosphaera cyrtodon）为胶球虫科齿球虫属的动物。分布于印度洋靠科斯群岛附近海域以及海南岛等。